# Örjan Persson
Örjan Persson (Uddevalla, 27 agosto 1942) è un ex calciatore svedese, di ruolo attaccante.

## Carriera

### Club
Iniziò a giocare nell'Örgryte nel 1961.
Nel 1964 si trasferì in Scozia al Dundee Utd insieme al danese Finn Døssing per la cifra totale di £10000. Venne inserito nel famedio dei Tangerines nel 2013.
Con gli Arabs giocò fino al 1967, quando passò ai Rangers di Glasgow, in cambio degli scozzesi Davie Wilson e Wilson Wood.
Nel 1971 tornò all'Örgryte, con cui giocò fino al suo ritiro avvenuto nel 1974.

### Nazionale
Fece parte della nazionale tra il 1962 ed il 1974, prendendo parte ai Mondiali del 1970 e del 1974.